# Ърскин Колдуел
Ърскин Колдуел (на английски: Erskine Caldwell) е писател от САЩ.

## Биография
Ърскин Колдуел е роден на 17 декември 1903 г. в Джорджия, в семейство на свещеник. В детските му години семейството пътува и живее в доста южни щати, заради занятието на бащата.
Колдуел не завършва висшето си образование. В младостта си сменя редица професии. Започва писателската си кариера през 1931 г. Пише над шестдесет книги, сред които двадесет и пет романа. Две от най-значимите му произведения са романите „Тютюнев път“ (1932) и „Божията нивица“ (1933).  Основна тема в произведенията му е бедността в южните щати, на която е свидетел. За себе си той казва: „Винаги съм писал книгите си като съвременник на епохата.“
През 1937 г. Колдуел съвместно с фотографката Маргарет Бърк-Уайт издава You Have Seen Their Faces – книга за условията в Юга по време на Голямата депресия. През 1939 г. двамата се женят, след като той се развежда с първата си жена, Хелън Ланиган. Бракът им продължава до 1942 г.
От юни до септември 1941 г. писателят е кореспондент в Москва.
Жени се още два пъти – има дванадесетгодишен брак с доста по-младата от него Джун Джонсън и тридесетгодишен брак с Вирджиния Флечър.
Колдуел умира на 11 април 1987 г. в Парадайз Вали, Аризона.

## Семейство
Колдуел се жени четири пъти. Негови съпруги са:
- Хелън Ланиган – Сключват брак през 1925 г. Имат три деца: Ърскин Джуниър, Дабни и Джанет.
- Маргарет Бурк-Уайт – Сключват брак през 1939 г.
- Джун Джонсън – Имат син – Джей.
- Вирджиния Флечър – Бракът им продължава тридесет години, до смъртта на писателя. [2]

## Избрана библиография
- Bastard, разказ (1929)
- Poor Fool (1930) – „Горкият глупак“
- American Earth, разказ (1931)
- Tobacco Road (1932) – „Тютюнев път“
- We Are the Living, разказ (1933)
- God's Little Acre (1933) – „Божията нивица“
- Tenant Farmers, есе (1935)
- Some American People, есе (1935)
- Journeyman (1935) – „Пътуващият проповедник“
- Kneel to the Rising Sun (1935) – „На колене пред изгряващото слънце“, разкази
- The Sacrilege of Alan Kent (1936)
- You Have Seen Their Faces (с Маргарет Бърк-Уайт, 1937)
- Southways, разказ (1938)
- North of the Danube (1939)
- Trouble in July (1940)
- Say Is This the USA (1941)
- Moscow Under Fire (1942)
- Russia at War (1942)
- All-Out on the Road to Smolensk (1942)
- All Night Long (1942), A Novel of Guerilla Warfare in Russia
- Georgia Boy (1943) – „Момчето от Джорджия“
- Tragic Ground (1944) – „Земя на страдание“
- The Sure Hand of God (1947)
- This Very Earth (1948)
- A Place Called Estherville (1949)
- A Swell Looking Girl
- Episode in Palmetto (1950)
- Call It Experience, автобиография (1951)
- The Courting of Susie Brown, разкази (1952)
- A Lamp for Nightfall (1952)
- Love and Money (1954)
- The Complete Stories of Erskine Caldwell
- Gretta (1955)
- Gulf Coast Stories, разкази (1956)
- Certain Women, разкази (1957)
- Claudelle Inglish (1958)
- Molly Cottontail, книга за деца (1958)
- When You Think of Me, разкази (1959)
- Jenny by Nature (1961) – „Джени, жена по природа“
- Men and Women, разкази (1961)
- The Last Night of Summer (1963)
- In Search of Bisco (1965)
- The Deer at Our House, книга за деца (1966)
- Writing in America, есе (1967)
- Deep South, пътепис, 1968)
- Annette (1973)
- Afternoons in Mid America, есета (1976)
- With All My Might, автобиография (1987)

На български е издаван и сборникът „Муха в ковчега“, който съдържа произведения от няколко от изброените книги.